# Contea di Jonê
La contea di Jonê (卓尼县S, Zhuōní XiànP) è una contea della Cina, situata nella provincia del Gansu e amministrata dalla prefettura autonoma tibetana di Gannan.